# Stipa tirsa
Stipa tirsa is een plant uit de grassenfamilie (Poaceae). De botanische naam werd gepubliceerd door Christian von Steven in 1857. Het verspreidingsgebied strekt zich uit van Centraal-Europa en de Balkan, naar de steppen van Oekraïne, de Krim en Europees Rusland, de Kaukasus, het zuiden van West-Siberië en Centraal-Azië. Komt vooral voor in steppen, bossteppen en bergweiden en is gevoelig voor overbegrazing en ploegen. De plant bereikt een hoogte tussen de 50 en 100 cm.

## Synoniemen
- Stipa aperta Janka ex Čelak.
- Stipa cerariorum Pančić
- Stipa longifolia Borbás
- Stipa stenophylla (Czern. ex Lindem.) Trautv.
- Stipa schmidtii Woronow ex Grossh.

... · 
S. capillata · 
S. lessingiana · 
S. pennata · 
S. pontica · 
S. pulcherrima · 
S. tirsa · 
S. ucrainica · 
S. zalesskii · 
...